# Bane Kerac
Branislav Kerac, född 7 september 1952 i Novi Sad i Serbien, (dåvarande Jugoslavien) är en serbisk serieskapare. Han är skapare av bland annat Stormy & Iceberg, Kobra, Birger the Kid och Cat Claw. Kerac har även tecknat Tarzan.